# Дурыманы (Березники)
Дурыманы — микрорайон в городе Березники Пермского края России.

## География
Микрорайон расположен на расстоянии приблизительно 6 км к юго-востоку от основной части города на перегоне недействующей ныне железнодорожной линии Березники-Сортировочная — Березники.

### Уличная сеть
Параллельно железнодорожной линии проходят улицы Путейская, Лесная и Родниковая, перпендикулярно Таёжная.

## История
Населённый пункт появился в 1879 году как разъезд при железной дороге Чусовская-Соликамск. Название дано по одноимённой деревне, в которой на 1869 год насчитывалось 17 дворов (86 жителей). Ныне деревня, давшая своё имя разъезду, заброшена. Сам микрорайон после закрытия железнодорожного сообщения превратился в пригородный посёлок с неустроенным транспортным сообщением.